# La suerte de Loli
La suerte de Loli è una serie televisiva statunitense trasmessa su NBC dal 26 gennaio 2021 al 21 giugno 2021.

## Trama
Loli Aguilar è una donna indipendente e di successo che lavora come produttrice esecutiva di Global Radio Group, la stazione radio numero uno nella costa occidentale degli Stati Uniti. Mentre la carriera di Loli è in ascesa, la sua vita amorosa passa in secondo piano mentre si gode la sua libertà e la vita senza compromessi. Tuttavia, la sua vita prende una svolta inaspettata quando Mariana, la sua migliore amica, muore e lascia tutto a Loli, compresi i suoi due figli. La notizia lascia tutti sorpresi soprattutto Loli, che si sente la persona meno indicata per quella responsabilità. Loli dovrà affrontare la sua nuova realtà e imparare che il lavoro non è tutto nella vita, e scoprire che il vero significato del successo è la famiglia e l'amore.

## Personaggi
- Dolores "Loli" Aguilar, interpretata da Silvia Navarro
- Rafael Contreras, interpretato da Osvaldo Benavides
- Paulina Castro, interpretata da Gaby Espino
- Armando, interpretato da Carlos Ponce
- Melissa, interpretata da Mariana Seoane
- Octavio, interpretato da Joaquín Ferreira
- Bruno Torres, interpretato da Rodrigo Vidal
- Norita, interpretata da Rosa María Bianchi
- Matías, interpretato da Christian Chávez
- Vicente Varela, interpretato da Alejandro López
- Samantha "Sam" Torres, interpretata da Dalexa Meneses
- Jessica Contreras, interpretata da Marielena Davila
- Gabriel Mercado, interpretato da Andrés Cotrino
- Carol Torres, interpretata da Liz Dieppa
- Nicolás "Nicky" Torres, interpretato da Diego Escalona
- Guadalupe "Lupe", interpretata da Amaranta Ruiz
- Rox, interpretata da Gisella Aboumrad
- Domingo Aguilar, interpretato da Javier Díaz Dueñas
- Apolo, interpretato da Polo Monárrez
- Arturo Romero, interpretato da Vince Miranda
- Rebeca, interpretata da Karla Monroig
- Rogelio Varela, interpretato da Roberto Escobar
- Angie Lozada, interpretata da Mika Kubo
- Marcelino, interpretato da Fernando Carrera
- Bertha Morales, interpretata da Maite Embil
- Gonzalo Ferrer, interpretato da Ricardo Kleinbaum
- Karen Sandoval, interpretata da Jeimy Osorio
- Salvador Bravo "El Renegado", interpretato da Jesús Moré